# The Stepfather (película de 2009)
The Stepfather es una película de suspenso y terror estadounidense de 2009. Es una adaptación de la cinta de 1987 del mismo título. La película fue dirigida por Nelson McCormick y protagonizada por Penn Badgley, Dylan Walsh, Amber Heard y Sela Ward. La versión anterior de 1987 la dirigió Joseph Ruben a partir de un guion de Donald Westlake. Ambas películas se basan libremente en los crímenes cometidos por el asesino en serie, John List, (que murió en prisión el 21 de marzo de 2008 a la edad de 82 años antes de su liberación).

## Trama
Grady Edwards (Dylan Walsh) se cambia en un baño. Se afeita la barba, se tiñe el pelo y se quita las lentes de contacto marrones. Baja las escaleras con su equipaje y se prepara el desayuno. Al salir de la casa, se muestran los cuerpos de su esposa y sus tres hijos.
Susan Harding (Sela Ward) está de compras en una tienda de comestibles con sus hijos más pequeños, donde conoce a Grady, quien se presenta como David Harris, un hombre que perdió a su esposa e hija en un accidente automovilístico. Él la deja encantada, y seis meses después, están comprometidos para casarse. El hijo mayor de Susan, Michael (Penn Badgley), regresa a casa de la escuela militar y desconfía de la situación. David lo invita al sótano, donde ha instalado gabinetes con llave, y trata de hacerse amigo de Michael y le invita a tomar tequila.
Las sospechas de Michael comienzan cuando David usa el nombre equivocado al mencionar a su hija fallecida. Después de que Susan dice que una vecina anciana le advirtió que America's Most Wanted publicó un perfil de un asesino en serie que se parecía a David, David irrumpe en la casa de la mujer, la arroja por las escaleras del sótano, y la ahoga.
Jay, el exmarido de Susan, confronta a David enojado por ponerle la mano a su hijo menor, Sean, después de que David agarró al niño bruscamente por no haber bajado el volumen de su videojuego. Él le advierte a Susan que ella no sabe nada sobre David. Las dudas sobre David aumentan más cuando deja su trabajo como agente de bienes raíces para la hermana de Susan, Jackie (Paige Turco), para evitar mostrar una documentación con foto y otras formas de identificación.
Más tarde, Jay confronta a David sobre una aparente mentira con respecto a su historial universitario. David lo golpea con un jarrón y lo sofoca con una bolsa de plástico. Él le envía a Michael un mensaje de texto con el teléfono de Jay diciendo que David no es un peligro inminente.
Cuando el cuerpo de la vecina se descubre dos semanas después, David le cuenta a la familia. Michael está alarmado porque oyó que el cartero le dijo a David que le dio menos detalles que David. Mientras que la novia de Michael, Kelly (Amber Heard), intenta que se concentre en las solicitudes para la universidad, este se obsesiona más con las contradicciones en las historias de David. Michael está obsesionado con las historias de David y Kelly se va.
La situación llega a un punto crítico cuando David intercepta un correo electrónico de Jackie sobre la contratación de un investigador. Luego va a la casa de Jackie y la ahoga en su piscina. Decidido a descubrir lo que había en los gabinentes cerrados con llave, Michael irrumpe en el sótano mientras Kelly vigila. En el sótano, Michael finalmente descubre el cuerpo de su padre en un congelador. David noquea a Kelly y atrapa a Michael en el sótano. La conmoción despierta a Susan, y él reprime sus habilidades de crianza y dice que pensó que ella podría ser "la señora Grady Edwards". En la reacción atónita de Susan, David hace una mueca y pregunta: "¿Quién soy aquí?", Susan trata de sacarlo, diciendo su nombre, lo que le hace decir "¡David, soy David Harris!"
Susan, dándose cuenta de la situación después de notar a la inconsciente Kelly, huye al baño, encerrándose. David patea la puerta, rompiendo el espejo detrás de ella. Susan toma un pedazo del espejo de vidrio, sosteniéndolo detrás de ella. David la agarra, luchan, y ella logra apuñalarlo en el cuello con el fragmento. Él cae al piso, aparentemente muerto. Michael escapa del sótano y encuentra a Kelly. Encuentran a Susan en el pasillo frente al baño, pensando que David está muerto. Entonces David se acerca por detrás y bloquea las escaleras, persiguiéndolos a todos hacia el ático, donde él y Michael pelean. Ambos caen sobre el techo y luego desde el borde del techo hasta el suelo, donde yacen inconscientes.
Cuando Michael se despierta, descubre que estuvo en coma durante poco más de un mes. Se entera de que David todavía está vivo y huyó de la escena antes de que llegara la policía. La escena final muestra a David, quien cambió su nombre nuevamente a Chris Ames. Está trabajando en una ferretería cuando conoce a una mujer (Jessalyn Gilsig) que estaba de compras con sus dos hijos.

## Elenco y personajes
- Dylan Walsh como Grady Edwards / David Harris / Chris Ames
- Sela Ward como Susan Kerns.
- Penn Badgley como Michael Harding.
- Amber Heard como Kelly Porter.
- Paige Turco como Jackie Kerns.
- Jon Tenney como Jay M. Harding
- Sherry Stringfield como Leah.
- Nancy Linehan Charles como Sra. Cutters
- Marcuis Harris como el Detective Shay.
- Braeden Lemasters como Sean Harding.
- Skyler Samuels como Beth Harding.
- Jessalyn Gilsig como Julie King.

## Producción
La película fue distribuida por Screen Gems. La filmación se completó el 15 de abril de 2008.

### Casting
Terry O'Quinn, quien interpretó al padrastro en las dos primeras entregas de la serie, fue abordado por el director Nelson McCormick para aparecer en la nueva versión, pero según el productor Mark Morgan, O'Quinn rechazó la oferta.